# رئو هاتاته
رئو هاتاته (انگلیسی: Reo Hatate؛ زادهٔ ۲۱ نوامبر ۱۹۹۷) بازیکن فوتبال اهل ژاپن است.که در باشگاه فوتبال سلتیک بازی می‌کند.
وی همچنین در تیم‌های ملی فوتبال زیر ۲۰ سال ژاپن و زیر ۲۳ سال ژاپن بازی کرده‌است.